# 泉山三六
泉山 三六（いずみやま さんろく、1896年（明治29年）3月30日 – 1981年（昭和56年）7月7日）は、日本の政治家。位階は従三位、勲等は勲二等。衆議院議員（1期）、参議院議員（2期）、大蔵大臣（第54代）を歴任。ペンネームは泉山間窓。

## 来歴
山形県東田川郡大和村（現庄内町）小出新田出身。豪農・太田直右衛門の三男として生まれる。後に長じてから青森県八戸の資産家泉山家・5代目泉山吉兵衛の養子となる。子供の頃は手に負えない乱暴者だったという。第一高等学校を経て、1921年東京帝国大学法学部政治学科を卒業。三井銀行に入行する。ここで三井財閥の大物池田成彬の目に留まり、企画部長、帝国銀行秘書役、同行調査役と栄進した。
1947年に帝銀を退職し、同年の第23回衆議院議員総選挙において日本自由党公認で旧山形2区から立候補し、初当選。1948年10月、当選1回の無名の新人ながら第2次吉田内閣で大蔵大臣に抜擢される（この人事については池田成彬が推薦したとする説、広川弘禅が推薦したとする説、池田を通じて知己のあった吉田が一本釣りしたとする説がある）が、12月13日の衆議院予算委員会に泥酔状態で出席したことが問題となる。さらに、酔った勢いで議員食堂前の廊下で山下春江議員に抱きついてキスを迫り、抵抗されると顎に噛みつくなどの不祥事（国会キス事件）が発覚。野党が一斉に反発し、審議を拒否したことから翌14日に引責辞任すると共に議員辞職した。この事件を重く見た衆議院では、12月22日に議員は酒気帯び登院を厳禁とする国会決議「議場内粛正に関する決議」が全会一致で可決されている。

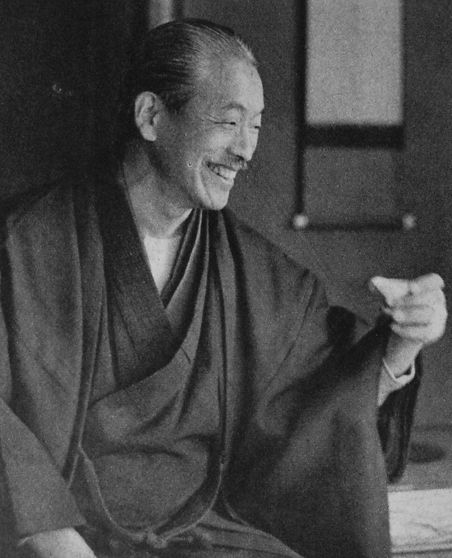
盃を傾けながら（1955年）

しかし、この一件で「大トラ大臣」として知名度が向上した事が功を奏してか、かえって一般人気は高まったと見え、1950年の第2回参議院議員通常選挙では全国区から立候補し、得票数第7位で当選。以後、参議院議員を2期12年務めた。
1967年4月の春の叙勲で勲六等から勲二等に叙され、旭日重光章を受章する。
1981年7月7日、死去した。85歳没。同月10日、特旨を以て位記を追賜され、死没日付をもって従三位に叙された。

## 国会議員選挙歴

### 衆議院議員選挙
- 1947年（昭和22年）4月25日 - 第23回衆議院議員総選挙（山形2区・日本自由党公認・27007票獲得）初当選

### 参議院議員選挙
- 1950年（昭和25年）6月4日 - 第2回参議院議員通常選挙（全国区・自由党公認・395724票獲得）初当選
- 1956年（昭和31年）7月8日 - 第4回参議院議員通常選挙（全国区・自由民主党公認・324397票獲得）2期目当選
- 1962年（昭和37年）7月1日 - 第6回参議院議員通常選挙（全国区・自由民主党公認・319293票獲得）落選

## 著書
- 1953年（昭和28年） - 『トラ大臣になるまで - 余が半生の想ひ出 - 』 東方書院（出版）

## 参考資料
- 『庄内人名辞典』 大瀬欽哉（代表編者） 致道博物館内「庄内人名辞典刊行会」（発行）
- ザ選挙・衆議院議員選挙一覧
- ザ選挙・衆議院議員選挙一覧

| 公職                    | 公職                               | 公職                      |
| ----------------------- | ---------------------------------- | ------------------------- |
| 先代 吉田茂（事務取扱） | 大蔵大臣 第54代：1948年            | 次代 大屋晋三（臨時代理） |
| 先代 吉田茂（事務取扱、 | 経済安定本部総務長官 第6代：1948年 | 次代 周東英雄（臨時代理） |
| 先代 吉田茂（事務取扱） | 物価庁長官 第6代：1948年           | 次代 周東英雄（臨時代理） |
| 先代 吉田茂（事務取扱） | 中央経済調査庁長官 第2代：1948年   | 次代 周東英雄 (臨時代理） |
| 議会                    |                                    |                           |
| 先代 苫米地義三         | 参議院予算委員長 1957年 - 1958年   | 次代 井野碩哉             |